# 张宝玉 (1936年)
张宝玉（1936年—1971年9月27日），中华人民共和国工程技术人员。中国共产党党员。1971年在阿尔巴尼亚援建时意外失足坠入悬崖，以身殉职。

## 生平
1936年，出生于一个贫农家庭。积极参加工作，两次被评为“五好职工”。三次前往阿尔巴尼亚，执行施工任务。
1971年9月27日，为援助阿尔巴尼亚电视台建设，担任施工组组长的张宝玉在海拔1612米的達埃蒂山顶指挥天线铁塔架设。期间意外失足坠入悬崖，不幸以身殉职。
9月28日，阿人民议会主席团发布命令，决定追认张宝玉为“阿尔巴尼亚社会主义劳动英雄”称号，并授予金质奖章。9月29日，地拉那市政府为张宝玉同志举行了隆重的追悼会和葬礼仪式，阿尔巴尼亚建筑部长德拉戈蒂和中国驻阿尔巴尼亚大使刘振华先后致了悼词。9月30日，阿人民议会主席团大厅举行授章仪式。主席团主席哈奇·列希致辞，高度评价了张宝玉的贡献，并将奖章交给了刘振华大使。
张宝玉的遗体被安葬在首都地拉那市西郊的沙拉公墓内。
此后的每年清明节前，中国驻阿尔巴尼亚使馆、友协等代表都会为他扫墓，并举行悼念仪式。